# Scabies (geslacht)
Scabies is een geslacht van tweekleppigen uit de familie van de Unionidae.

## Soorten
- Scabies chinensis Liu & Duan, 1991
- Scabies longata Liu & Duan, 1991